# Tantinho
"Tantinho" é uma canção do cantor brasileiro Carlinhos Brown lançada em 2010 no álbum Adobró. Composta por Brown, a faixa é uma das gravações mais tocadas do artista nos últimos dez anos, segundo levantamento feito pelo Escritório Central de Arrecadação e Distribuição (ECAD) no aniversário de sessenta anos de Carlinhos.

## Composição
A canção, composta por Carlinhos Brown, cita as deusas Iara e Odara.

## Versão de Daniel
"Tantinho" é uma canção do cantor brasileiro Daniel lançada em seu quinto álbum ao vivo e quinto DVD, 30 Anos - O Musical, este que vendeu 35 mil cópias e rendeu um disco de ouro. Quando lançada, recebeu um videoclipe e se tornou uma das canções mais reconhecidas do projeto. Composta originalmente por Carlinhos Brown, a canção teve sua letra adaptada para homenagear a filha primogênita de Daniel, Lara Camillo, e, posteriormente, Luiza e Olívia, as outras duas filhas do músico, na performance do Especial com Daniel e Amigos, exibido no programa Altas Horas, apresentado por Serginho Groisman. "Tantinho" também foi single no projeto Duas Vozes, cantada por Daniel e sua filha, Lara.